# Knut Veliki
Knut Veliki  (oko 995., - 1035.), danski i engleski kralj koji osim tim državama vlada još današnjom Švedskom, Norveškom, Pomeranijom, Schleswigom, Islandom i Grenlandom. Bilo je to talasokratsko Sjevernomorsko Carstvo.
Sudjelovao je u više danskih invazija na Englesku, među ostalim i u onu ljetnju koju je vodio njegov otac Sven. Nakon očeve smrti je sam u ljeto 1015. vodio dansku invaziju na Englesku.
Nakon smrti svog oca Svena 1014. godine s engleskim kraljevima Ethelredom II. Nespremnim i njegovim nasljednikom Edmundom II. Hrabrim vodio do godine 1016. ratove s promjenjivom srećom, a koji su završili sklapanjem mira u Alneyu 1016. prema kojem je Engleska podijeljena na način da je Knutu pripala polovica Engleske sjeverno od rijeke Temze, a Edmundu II. Željeznobokom pripao je južni dio. Kako je ubrzo nakon toga iste godine 1016. Edmund II. Hrabri umro Knut je preuzeo kontrolu nad cjelokupnom Engleskom te postao engleski kralj. Po smrti brata Harolda postao i kraljem Danske (1018.). 
U pokorenoj Engleskoj vladao umjereno, kraljevstvo podijelio na manje grofovije. Nije provodio čistke u Crkvi, te je bio dobročinitelj za više engleskih samostana. Nije se otuđio od anglosaskog okruženja već je nastojao biti vladar svih svojih podanika. London je učinio svojim vojnim i upravnim sjedištem. Anglosaski kraljevi nosili su naslov "kralj svih Engleza" (eng. "King of the English"), a Knuta je nosio naslov "kralj sve Engleske" (st.eng. "ealles Engla landes cyning", eng. "king of all England").
Povezavši se 1027. s njemačkim carem Konradom II. u savez protiv Poljske, dobio je od njega feudalnu marku Schleswig. Godine 1028. osvojio Norvešku, a 1031. prisilio i Škotsku na pokornost.
Dvaput se ženio: prvi put s Aelfgifu Northamptonskom (oženio handfastingom), a drugi put s Emom Normandijskom. Prvu je držao za kraljicu sjevernih krajeva, a drugu za kraljicu južnih krajeva, šokirajući crkvene krugove i javno mišljenje. S Aelfgifu je imao dva sina, a s Emom sina i kćer.
Na engleskom prijestolju naslijedio ga je sin Harold, a na danskom sin Hartaknut. O Knutu je zabilježena apokrifna anegdota Kralj Knut i plima.
| Prethodnik:         | Kralj Engleske | Nasljednik: |
| Sven I. Rašljobradi | Kralj Engleske | Harold I.   |

| Prethodnik: | Kralj Danske | Nasljednik: |
| Harald II.  | Kralj Danske | Hartaknut   |